# Crustomyces indecorus
Crustomyces indecorus är en svampart som beskrevs av Hjortstam 1987. Crustomyces indecorus ingår i släktet Crustomyces och familjen Cystostereaceae.   Inga underarter finns listade i Catalogue of Life.